# ليز دافيدسن
ليز دافيدسن (بالنرويجية البوكمول: Lise Davidsen)‏ هي مغنية ومغنية أوبرا نرويجية، ولدت في 8 فبراير 1987 في Stokke ‏ في النرويج.